# 宇宙兄弟
《宇宙兄弟》是日本漫畫家小山宙哉的漫畫作品。自2008年1號于講談社的漫畫雜誌《Morning》开始連載。

## 概要
2011年，該作品同時榮獲第56回小學館漫畫賞一般向部門獎、第35回講談社漫畫賞一般部門獎。
寶島社「這本漫畫真厲害！2009」在男人篇是第2名，也在漫畫大賞2009年度、2010年度裡連續2年獲得第2名，在第34回講談社漫畫賞選拔會裡被選出居於第2名，作者和出版社有著自行揭露『宇宙兄弟』漫畫的傾向，並以『第2名榮獲回數第1名 這總是「很·有·趣」，最棒的是「實在很有趣」！！』的樣子印刷出版。2015年榮獲SUGOI JAPAN Award漫畫部門第5名。
2012年4月1日開始以日本電視動畫的方式播放，作者是搖滾樂團UNICORN的樂迷，因此他們受邀擔任動畫的主題歌。同年5月5日起公映真人電影版。
漫畫開始連載時(2009)將時代背景設定在2025年，在故事中NASA、JASA與俄羅斯太空總署有著密切的合作關係。然而在現實中由於2022年俄烏戰爭導致的國際關係惡化，彼此間的合作目前處於中斷狀態。
作者本身並不是對宇宙很有興趣，且並沒有兄弟。只是剛好作者的名字中有個「宙」字而已，他還有對宇宙方面事物描寫擔任編輯的建議。

## 故事概要
2006年7月9日，不巧撞見正要飛翔到月球的幽浮而促使南波六太和南波日日人兩兄弟倆「兩人立志成為太空飛行員」就此立下約定，說將來都要當太空飛行員。然而時光飛逝到了2025年，因為當時的交換約定促使日日人成為NASA的太空飛行員，並且已要向月球邁進。但另一方面，因為上司說了他弟弟的壞話，讓六太一時氣憤給了上司一記頭錘，使他被汽車開發公司的人開除了，讓六太因此變成失業人。想振作起來的六太便想要再就業，卻也非常不順利，因此讓他變得意志消沉而頹廢，但在聽到事情原委的日日人當天寄了封郵件告訴他，要他找出郵件上寫的日期「指示他去聽某天的錄音帶。」。那是年幼時期的他們倆錄音的錄音帶，他要六太拿出來聽。就在那個時候，六太被拋棄過去的「約定」很鮮明的被刻畫出來。
對於打工的事情感到厭煩，因此在辭退打工回到自己家之後，六太他收到JAXA給他的包裹。在其內容裡，寫著新太空飛行員選拔測驗的書面資料考核通過的通知書。那其實是他母親隨手寄送到JAXA的文件。
而六太的太空飛行員選拔測驗的挑戰現在正式開始。

## 用語
南波兄弟（Nanba Brothers）
南波六太與南波日日人兩兄弟。年幼時一起看見幽浮為契機便促使兩人約定要立志成為太空飛行員。
謎題
沒有任何印刷的雪白拼圖。因為上面只有形式沒有線索，因此比平常還要難以解決。在漫畫裡，六太他們陷入了苦戰。賢治在做這件事情時，曾和主考官要求最後做完再交出去，而在試驗結束後被當成紀念品，上面有著同班的簽名和鼓勵的話。
綠卡
寫著令人討厭般的命令的卡片。太空飛行員第3次試驗時出現，由於那個原因，讓每個團隊都陷入疑神疑鬼還有緊張兮兮的狀態。在平常，並不清楚是誰發出的命令，不過對六太來說，他很清楚犯人自己是收到命令而行事的。
太空飛行員候補人員（AStronaut CANdidate（ASCAN））
太空飛行員基礎訓練期間裡人們的名稱。太空飛行員選拔考試的合格者並非就是一個正式的太空飛行員，他們必須在2年間接受太空飛行員的基礎訓練，並能夠第一時間獲得太空飛行員的資格。2025年班（訓練開始是2026年正式展開）是在訓練教官的政策在1年半（2027年後半）的太空飛行員的基礎訓練結束時達成目標。
太空飛行員
在NASA實行太空飛行員基礎訓練並獲得太空飛行員的在美國的資格，在其他國家的資格的有效性有其範圍，那是留給該國家的標準來判斷的。
在故事中有以太空探索為目的而發射的載人火箭，其發展用途在美國與俄羅斯。※重力彈弓效應（日本的民間修理公司）授權持有。
NASA所屬的太空飛行員的俄羅斯聯盟號在前往宇宙使用，使用聯盟號來做訓練的必要。在NASA獲得太空飛行員的資格後必須從NASA辭職，但所屬俄羅斯時並未決定這一塊。
候補人員（副人員）
實際要前往宇宙的太空飛行員（正規人員·總人員）裡，因為身體不適而不能前往宇宙時的預備人員。實際上要前往宇宙時，要和太空飛行員一樣接受相同的訓練。正規人員要到宇宙的期間，必須在地上管制中間進行管控等工作。在故事中被稱呼為副人員並經常被使喚。
在為了太空飛行員前往宇宙的太空飛行員資格後，被指名的候補人員，有了候補人員的經驗後，會被指名為正規的太空飛行員，並能首次進入宇宙。候補人員成為新手太空飛行員在累積經驗後，有可能走在飛黃騰達這條道路上。
ISS（國際太空站）
在故事中已經進而變得老舊的事實，打算要在月面基地計畫給在地化的事實，預定不久的將來要將它給廢棄。現在作為醫療關係的研究設施而被使用著。伊東芹夏以此為目標。
在2029年的時候，因為老舊到很嚴重的地步，不得已必須要進行修理，所以下次ISS任務不得不把花費用在上面。因為這個修理費的預算遭到壓迫的地步，所已出現了要廢棄ISS的意見來。
月面基地
在月面生活的（因為月球的重力很弱）天花板很低。日日人他在跳躍時不小時撞到了頭，而貼了OK繃。
CES
月面基地建設任務Crew Exploration System的略稱，後面以作為在月面的太空基地的一連串的任務名。
CES-43
2023年11月，返航艇獵戶座的降落傘未打開造成正規人員全數死亡。
正規人員有，布萊恩·傑伊、塔克·拉貝爾（洛維爾）、麥可·艾洛夫（愛爾洛夫）。副人員是南波日日人。
CES-51
2026年。為了保護月面基地不受宇宙線與太陽風的危害，還有讓月面基地不被Regolith（月塵）所包覆等事情的主要目的的計畫。
正規人員有，南波日日人、佛萊迪·薩坦、巴迪·華特斯、達米安·克威勒、卡蓮·瓊斯、琳達·克里夫。副人員是羅利·庫歐摩。
CES-62
任務時期是2029年夏天。太空飛行員在返回地球時使用的發射台被捨棄，基地周圍的發射台殘留的大量遺骸被放置在那裡，月面的登陸點漸漸地比基地還要遠這樣的問題。因此，把發射台的殘骸給集中到一處，並讓今後月面登陸點能夠確保並做到主要目的的計畫。
正規人員有，安格斯·洛伊德、文森·波爾德、賴瑞·拜森、包含塔拉等6名。副人員是南波六太、愛迪·傑伊、安迪·泰勒、貝蒂·瑞恩、卡洛·葛雷柯、菲利浦·路易斯。
CES-66
莎朗月面天文台的設置為主要任務的計畫。正規人員有，南波六太、愛迪·傑伊、安迪·泰勒、貝蒂·瑞恩、卡洛·葛雷柯、菲利浦·路易斯。副人員是摩許·貝爾默
Regolith（月塵）
指在地表附上的柔軟的累積層的言詞。在故事中指的是月塵。
月面天文望遠鏡（月面望遠鏡）
在月面設置望遠鏡的計畫。在2025年時這項計畫的預算變得餘裕有建設的可能。但到2026年時，全部的內容卻遭到否定，要發展望遠鏡的計畫變得沒有了。
船外活動（EVA）
穿著太空衣在船外（外太空）工作的事情。
J（傑伊）兄弟
在世界上著名的美國太空飛行員兄弟。哥哥是愛迪·傑伊，弟弟是布萊恩·傑伊。在年幼時期，兄弟倆誓言將來要到月球去，但是前太空飛行員室長不能理解為何愛迪前往ISS，並讓布萊恩得以前往月面為目標而工作。在故事開始前稍微提到要返回地球的返航艇獵戶座的降落傘未打開使的弟弟布萊恩·傑伊死亡。哥哥愛迪在ISS是優秀的太空飛行員，在2028年時並沒有去月面的訓練經驗。
兩尊太空飛行員玩偶
是打以在宇宙中也不會壞的廣告標語的玩具店所販賣的BUZZ（巴茲）和NEIL（尼爾）的玩偶。布萊恩與愛迪兄弟有寫給聖誕老人想要的東西的信。布萊恩去月球的時候在月球上證實了不會壞。這個玩偶掌握著日日人的命運。順便一提巴茲以及尼爾都是來自於在阿波羅11號登陸月球的太空飛行員相同的名字。
氧氣生成裝置（愛稱·BRIAN（布萊恩））
在月面供應氧的裝置。在2025年的時有3台在月面。2025年日日人參加的任務以來自太空探索中留下大功績的布萊恩·傑伊為其愛稱而稱呼著。
CTV28
「幸運草」隊的通稱，用來稱呼4位ISS搭乘人員。指揮官：羅賓·布朗、副指揮官：道格·懷特、人員：伊東芹夏、北村繪名。
獵戶座
在故事中現在被使用的，美國的返航艇。
戰神
在故事中被使用的美國火箭。有I和V兩種類。
加耶─（かぺー）
真壁賢治的女兒風佳說出的話語。「加油（がんばれ）」的意思。
耶～～～～！！
日日人登陸月球的時候說出的話語，也是芭蕾舞者奧莉嘉喜歡的話語。因為日日人在月面說了這話後，變得在日本開始流行起來，而推出了「耶～～～～！！牛奶（イェ～～～～！！牛乳）」。
Mr.日日人
以日日人為原型的動畫主角，外表像一隻兔子，於2026年8月23日開播，其首播收視率超過過去當紅的海螺小姐。
多任務處理
同時處理多數的事情。日日人在布萊恩·傑伊的多任務處理的高度的眼前，想起了六太成為滾來滾去的六太時的樣子。
滾來滾去的六太
六太在遇到討厭的事情時，會進入同時處理多數的事情，到處蒐集瑣碎情報的狀態來轉移心中的焦躁，南波兄弟的母親覺得六太看起來就像滾來滾去的除塵滾筒，故因此得得名。
T38
為了培養雙引擎噴射機飛行員的練習機。價格低但使用率高，容易維護，其性能也很穩定。它也可以超音速飛行，但最近以亞音速的訓練為主流。雙座（操縱席有兩個）。自從1961年開始到現在世界上還在持續的使用著。在故事中的NASA的ASCAN訓練機正在服役中。
麥克斯號
丹尼爾使用的T-38所取的名字。經過丹尼爾精心的調整而使用時，速度會變得非常快。
丹尼爾化
在駕駛時，很輕易和搭乘的丹尼爾教練聊天，就算眼前處在危及的情況下也一樣處變不驚，並有很充分的時間來可以開玩笑。
月面越野車
NASA獨自開發的月面移動用的越野車。
甲蟲號
大型月面車。在室內是保持著1氣壓，可從月面基地連接艙口從基地內直接進入的高級機能，不過因為充電耗費時間，也成為速度較慢的機動性較差的越野車。
輝夜姬II
在故事中，它沿著月球繞行的人造衛星。但現在是否還讓它服役並不詳。
杜哈的奇蹟DVD
放映不明飛行物（幽浮）。
企鵝14號
瑞克、皮可、文斯一起視布萊恩·傑伊為英雄而崇拜的三位少年自行做出了火箭來。但他們做的企鵝14號在實驗時卻嚴重失敗而毀壞。瑞克他就把那個碎片蒐集起來，並分成三份。並想像當他們三人長大時，瑞克會是控制官、皮可會是宇宙線的設計、文斯會是太空飛行員，並在到時候文斯以作為太空飛行員到月面去的時候，以達成三人攜手發誓的誓言，但是皮可與文斯因為夢想不能當飯吃，而到採礦場就職。
空中飛車計畫
六太在汽車公司離職前著手的計畫。六太的想法是因為車在上下班時間常被捲入塞車狀態，為了從塞車的狀態中舒緩而所想出的在空中飛的想法而提交的企劃書。為了解決空中飛車的道路和標誌等的問題而開發出的放映不遮擋視覺的半透明的CG擋風玻璃。後來空中飛車計畫本身受到瓶頸了，不過放映的半透明的CG技術的擋風玻璃卻以六太為中心仍然繼續祕密的開發著，但是六太因為暴力事件的起因而被開除離職，計畫只好給後輩接手。
NEEMO（NASA極限環境任務運用）訓練
在海拔20公尺的位置而做的海底基地的兩週裡，與其他的太空飛行員們一起生活的訓練。基地內為了防止水滲入的高氣壓，堅硬的容器硬到連糖果類的點心都會破壞掉的程度。因為高氣壓的關係會時常會有耳鳴的現象，所以很難以聽見別人說的對話。在NASA英語是基本，對於訓練的日本人可以聽見其對話是什麼也很辛苦。
戴鬍子·面罩·頭盔·服裝
日日人康復時用的秘密道具。根據這個，可以讓日日人得到的恐慌症慢慢的變輕，直到恢復到正常不恐懼的狀態。
PD
1.以巴哥犬為主角的美國動畫「漂亮狗（Pretty Dog）」的簡稱。2.恐慌症（Panic Disorder）的簡稱。
罐頭衛星（CanSat）
空罐尺寸的模擬衛星。太空飛行員候補人員裡作為訓練的一環裡的罐頭衛星的競賽而出場，並通過這罐頭衛星的製作·運用來體驗太空探索的工程師從事甚麼樣的工作。
皮耶可（PIECO）
六太他們在罐頭衛星競賽使用的越野車所取的名字，是把PICO（皮可）與E班（發音轉成（耶））組合而成的。
有人小行星探索計畫
從2028年開始的NASA，仍然還處於準備的狀態，因為國家的科技至今尚未完全成熟，所以就祕密地進行準備的狀態。計畫派四位太空飛行員送到小行星「14225AN41」去。後來以正式發表「汗們」的綽號來稱呼四位人員。船長：佛萊迪·薩坦、人員：巴迪·華特斯、真壁賢治、新田零次。
重力彈弓效應
1.利用兩個巨大天體的重力，加速對象物品的宇宙航行的一種方式。2.日本民間修理公司。
芹繪名
伊東芹夏與北村繪名的愛稱。在故事中兩人是在2029年的時候被分配出任務。

## 出版書籍
| 卷數 | 講談社         | 講談社                 | 講談社                 | 尖端出版       | 尖端出版               | 上海文艺出版社 | 上海文艺出版社         |
| 卷數 | 發售日期       | 通常版 ISBN            | 限定版 ISBN            | 發售日期       | EAN / ISBN             | 發售日期       | ISBN                   |
| ---- | -------------- | ---------------------- | ---------------------- | -------------- | ---------------------- | -------------- | ---------------------- |
| 1    | 2008年3月21日  | ISBN 978-4-06-372674-9 | 不適用                 | 2009年4月1日   | EAN 4717702224417      | 2015年2月      | ISBN 978-7-5321-5580-4 |
| 2    | 2008年6月23日  | ISBN 978-4-06-372711-1 | 不適用                 | 2009年6月4日   | EAN 4717702225315      | 2015年2月      | ISBN 978-7-5321-5594-1 |
| 3    | 2008年9月22日  | ISBN 978-4-06-372732-6 | 不適用                 | 2009年10月5日  | EAN 4717702228071      | 2015年2月      | ISBN 978-7-5321-5595-8 |
| 4    | 2008年12月22日 | ISBN 978-4-06-372763-0 | 不適用                 | 2010年1月8日   | EAN 4717702229177      | 2015年2月      | ISBN 978-7-5321-5596-5 |
| 5    | 2009年3月23日  | ISBN 978-4-06-372782-1 | 不適用                 | 2010年6月3日   | EAN 4717702232245      | 2015年2月      | ISBN 978-7-5321-5597-2 |
| 6    | 2009年6月23日  | ISBN 978-4-06-372802-6 | 不適用                 | 2010年11月10日 | EAN 4717702235437      | 2015年2月      | ISBN 978-7-5321-5598-9 |
| 7    | 2009年9月23日  | ISBN 978-4-06-372832-3 | 不適用                 | 2011年2月16日  | EAN 4717702237158      | 2015年2月      | ISBN 978-7-5321-5599-6 |
| 8    | 2009年12月22日 | ISBN 978-4-06-372858-3 | 不適用                 | 2011年4月7日   | EAN 4717702239169      | 2015年2月      | ISBN 978-7-5321-5600-9 |
| 9    | 2010年3月23日  | ISBN 978-4-06-372883-5 | 不適用                 | 2011年7月30日  | EAN 4717702241827      | 2015年2月      | ISBN 978-7-5321-5601-6 |
| 10   | 2010年6月23日  | ISBN 978-4-06-372909-2 | 不適用                 | 2011年11月2日  | EAN 4717702243876      | 2015年2月      | ISBN 978-7-5321-5602-3 |
| 11   | 2010年9月22日  | ISBN 978-4-06-372939-9 | ISBN 978-4-06-362174-7 | 2012年1月3日   | EAN 4717702245542      | 2015年2月      | ISBN 978-7-5321-5603-0 |
| 12   | 2010年12月22日 | ISBN 978-4-06-372961-0 | ISBN 978-4-06-358341-0 | 2012年5月17日  | EAN 4717702247683      | 2015年2月      | ISBN 978-7-5321-5604-7 |
| 13   | 2011年3月23日  | ISBN 978-4-06-372981-8 | ISBN 978-4-06-358345-8 | 2012年9月14日  | EAN 4717702250539      | 2015年2月      | ISBN 978-7-5321-5605-4 |
| 14   | 2011年6月23日  | ISBN 978-4-06-387006-0 | ISBN 978-4-06-358350-2 | 2013年8月9日   | EAN 4717702255640      | 2015年2月      | ISBN 978-7-5321-5606-1 |
| 15   | 2011年9月23日  | ISBN 978-4-06-387038-1 | ISBN 978-4-06-358360-1 | 2014年4月15日  | EAN 4717702259778      | 2015年2月      | ISBN 978-7-5321-5607-8 |
| 16   | 2011年12月22日 | ISBN 978-4-06-387065-7 | ISBN 978-4-06-358373-1 | 2014年5月12日  | EAN 4717702260002      |                |                        |
| 17   | 2012年3月23日  | ISBN 978-4-06-387090-9 | ISBN 978-4-06-358381-6 | 2014年7月29日  | EAN 4717702261030      |                |                        |
| 18   | 2012年6月22日  | ISBN 978-4-06-387118-0 | ISBN 978-4-06-362224-9 | 2014年9月2日   | EAN 4717702262396      |                |                        |
| 19   | 2012年10月23日 | ISBN 978-4-06-387149-4 | ISBN 978-4-06-358400-4 | 2015年1月28日  | EAN 4717702264444      |                |                        |
| 20   | 2013年2月22日  | ISBN 978-4-06-387169-2 | ISBN 978-4-06-358427-1 | 2015年8月27日  | EAN 4717702267193      |                |                        |
| 21   | 2013年6月21日  | ISBN 978-4-06-387223-1 | ISBN 978-4-06-358456-1 | 2015年9月9日   | ISBN 978-957-10-6106-1 |                |                        |
| 22   | 2013年10月23日 | ISBN 978-4-06-387263-7 | ISBN 978-4-06-358466-0 | 2015年10月20日 | ISBN 978-957-10-6136-8 |                |                        |
| 23   | 2014年3月20日  | ISBN 978-4-06-387294-1 | ISBN 978-4-06-358700-5 | 2016年4月8日   | ISBN 978-957-10-6493-2 |                |                        |
| 24   | 2014年9月22日  | ISBN 978-4-06-388351-0 | ISBN 978-4-06-358743-2 | 2016年10月17日 | ISBN 978-957-10-6908-1 |                |                        |
| 25   | 2015年2月23日  | ISBN 978-4-06-388425-8 | ISBN 978-4-06-358761-6 | 2017年3月14日  | ISBN 978-957-10-7196-1 |                |                        |
| 26   | 2015年7月23日  | ISBN 978-4-06-388475-3 | ISBN 978-4-06-358778-4 | 2017年12月22日 | ISBN 978-957-10-7785-7 |                |                        |
| 27   | 2015年11月20日 | ISBN 978-4-06-388523-1 | ISBN 978-4-06-358780-7 | 2018年8月10日  | ISBN 978-957-10-8243-1 |                |                        |
| 28   | 2016年4月22日  | ISBN 978-4-06-388592-5 | ISBN 978-4-06-388592-7 | 2019年2月12日  | ISBN 978-957-10-8370-4 |                |                        |
| 29   | 2016年9月23日  | ISBN 978-4-06-388638-2 | ISBN 978-4-06-358819-4 | 2019年7月12日  | ISBN 978-957-10-8609-5 |                |                        |
| 30   | 2017年1月23日  | ISBN 978-4-06-388680-1 | ISBN 978-4-06-397023-4 | 2019年10月9日  | ISBN 978-957-10-8724-5 |                |                        |
| 31   | 2017年6月23日  | ISBN 978-4-06-388734-1 | ISBN 978-4-06-397039-5 | 2020年12月11日 | ISBN 978-957-10-9222-5 |                |                        |
| 32   | 2017年11月22日 | ISBN 978-4-06-510508-5 | ISBN 978-4-06-397044-9 | 2021年5月12日  | ISBN 978-957-10-9734-3 |                |                        |
| 33   | 2018年4月23日  | ISBN 978-4-06-511349-3 | ISBN 978-4-06-511494-0 | 2021年9月17日  | ISBN 978-626-31-6033-0 |                |                        |
| 34   | 2018年10月23日 | ISBN 978-4-06-513052-0 | ISBN 978-4-06-512349-2 | 2022年5月13日  | ISBN 978-626-31-6816-9 |                |                        |
| 35   | 2019年3月23日  | ISBN 978-4-06-514749-8 | ISBN 978-4-06-515327-7 | 2022年8月12日  | ISBN 978-626-33-8183-4 |                |                        |
| 36   | 2019年8月23日  | ISBN 978-4-06-516896-7 | ISBN 978-4-06-516898-1 | 2023年1月17日  | ISBN 978-626-33-8907-6 |                |                        |
| 37   | 2020年2月21日  | ISBN 978-4-06-518431-8 | ISBN 978-4-06-518433-2 | 2023年5月19日  | ISBN 978-626-35-6520-3 |                |                        |
| 38   | 2020年8月20日  | ISBN 978-4-06-520366-8 | ISBN 978-4-06-520371-2 | 2024年10月8日  | ISBN 978-626-40-3136-3 |                |                        |
| 39   | 2021年2月22日  | ISBN 978-4-06-522346-8 | ISBN 978-4-06-522345-1 |                |                        |                |                        |
| 40   | 2021年9月22日  | ISBN 978-4-06-524461-6 | ISBN 978-4-06-524462-3 |                |                        |                |                        |
| 41   | 2022年5月23日  | ISBN 978-4-06-527153-7 | ISBN 978-4-06-527154-4 |                |                        |                |                        |
| 42   | 2022年12月22日 | ISBN 978-4-06-530078-7 | ISBN 978-4-06-530081-7 |                |                        |                |                        |
| 43   | 2023年9月22日  | ISBN 978-4-06-532538-4 | ISBN 978-4-06-532562-9 |                |                        |                |                        |
| 44   | 2024年7月23日  | ISBN 978-4-06-536000-2 | ISBN 978-4-06-536202-0 |                |                        |                |                        |
| 45   | 2025年7月23日  | ISBN 978-4-06-540032-6 | 不適用                 |                |                        |                |                        |

## 動畫電影
「宇宙兄弟#0」的標題在2014年8月9日上映預定。腳本是原作者小山自己製作的。描寫原作沒有的部分，本故事是前傳。
宣傳標語為「「那一天，夢想，隕落了。」「讓勇氣，再一次，發射升空。」「『再見』與『勇氣』的故事」。」。

### 工作人員（動畫電影）
- 導演 - 渡邊步
- 動畫協力 - 講談社、軟木塞
- 協力 - 宇宙航空研究開發機構（JAXA）
- 廣報協力 - 文部科學省
- 動畫製作 - A-1 Pictures
- 製作 - 宇宙兄弟CES2014
- 配給 - 華納兄弟電影

### 主題歌
- 《繞口咖哩》
  - 作詞：奧田民生 / 作曲：奧田民生 / 編曲：UNICORN / 歌：UNICORN / 音樂產業：Ki/oon Music
- 《Feel So Moon》
  - 作詞：奧田民生 / 作曲：ABEDON / 編曲：UNICORN / 歌：UNICORN / 音樂產業：Ki/oon Music

## 真人電影
自2012年5月5日起在全國東寶系統公開的同名原作漫畫改編的真人電影。導演是拍攝過「一百零八」的森義隆，並由小栗旬與岡田將生主演。主題歌由著名英國搖滾樂隊酷玩樂團演唱，其為日本電影史上該團首次為日本電影演唱主題歌曲。
JAXA和NASA均全力支持了這次電影的拍攝，分別借出筑波太空中心和甘迺迪太空中心中的太空管制室、火箭花園作外景拍攝用途。另外更邀得兩名太空飛行員作客串演出，他們分別是來自日本的太空飛行員野口聰一與傳說中的太空飛行員美國的巴茲·奧爾德林。
宣傳標語為「延續的夢想，即將展開。」。
電影在全國322家戲院上映，在首兩日已取得3億8232萬6100日圓的票房佳績，並動員28萬5341人與電影觀眾動員排名（票房通信社調查）在首次登場是第2名。受到廣闊的年齡層支持而聚集的Pia首日滿意度排名（Pia電影生活調查）也成為了第1名。

### 工作人員（真人電影）
- 導演 - 森義隆
- 原作 - 小山宙哉「宇宙兄弟」（講談社「Morning」連載）
- 腳本 - 大森美香
- 音樂 - 服部隆之
- 製作 - 市川南、吉岡富夫、佐藤政治、富木田道臣、廣田勝己、吉川英作、喜多埜裕明、市川透
- 執行製作人 - 塚田泰浩、山內章弘
- 企劃·製作 - 川村元氣、臼井央
- 製作人 - 阿部謙三
- 執行製作人 - 森徹
- 生產統括 - 金澤清美
- 攝影 - 栢野直樹
- 美術 - 都築雄二
- 錄音 - 白取貢
- 照明 - 蒔苗友一郎
- 編輯 - 宮島龍治
- 助監督 - 足立公良
- 製作擔任 - 木村利明
- VFX監督 - 古賀庸郎
- 音樂製作人 - 北原京子
- 音響效果 - 北田雅也
- 紀錄 - 河島順子
- 特殊效果指導 - 尾上克郎
- 製作統括 - 塚田泰浩
- 裝飾 - 西尾共未
- 角色製作人 - 藤村惠子
- 製作生產 - 東寶電影
- 製作 - 「宇宙兄弟」製作委員會（東寶株式會社、講談社、電通、Tristone Entertainment、FM東京、每日新聞社、日本出版販賣、雅虎日本、Famima.com）
- 配給 - 東寶株式會社

### 主題歌
- 歌：酷玩樂團「每滴眼淚都宛如瀑布（Every Teardrop Is a Waterfall）」（收錄於專輯彩繪人生）

### 軟體化
2012年12月21日發售。發售代理是講談社、販售代理是東寶。
- 宇宙兄弟 標準版（單碟版、發行藍光和DVD）
  - 映像特典
    - 特報·劇場預告篇·宣傳影像
- 宇宙兄弟 特別版（雙碟版、只發行藍光）
  - 第1碟：本編藍光（與標準版一樣）
  - 第2碟：藍光特典
    - 森義隆導演的短片「另一個宇宙兄弟」
    - 月球側面（演員·紀錄片）
    - 地球側面（製造·紀錄片）
    - 小栗旬・岡田將生訪談
    - 完成展示舞台問候·初日舞台問候·大受歡迎感謝舞台問候
    - CM集
    - 動畫 宇宙兄弟 第1話「弟弟日日人與哥哥六太」

  - 封入特典
    - 小冊子「宇宙兄弟 THE PERFECT COLLECTION OF ART」（60頁）

  - 特製外盒並附有紙質包裝規格

## 社交遊戲
「宇宙兄弟 卡片任務」（うちゅうきょうだい カードミッション）在GREE上發佈。六太他們與執行任務的社交卡片遊戲、角色卡片的種類有全100種以上。

## 真實逃脫遊戲
以SCRAP主辦的真實逃脫遊戲與之共同演出『宇宙兄弟×真實逃脫遊戲·從月面基地的逃脫』在LiveHouse之旅的形式在全國進行巡迴展出。參加者可以在月面基地的任務中當太空飛行員，任務中氧氣瓶的存量減少的情況中，要在氧氣瓶的量變空的1小時裡解開各式各樣的謎團，並在1小時以內從月面基地逃脫過的關條件。

## 相關項目
- 星座計劃

## 外部連結
- （日語） Morning『宇宙兄弟』（页面存档备份，存于）
- （日語） TV動畫『宇宙兄弟』讀賣電視台（页面存档备份，存于）
- （日語） 動畫電影『宇宙兄弟#0』官方網站（页面存档备份，存于）
- （日語） 真人電影『宇宙兄弟』官方網站（页面存档备份，存于）
- （日語） 國際太空站招募太空飛行員（页面存档备份，存于） - 在2008年JAXA的太空飛行員招募時的情報
- （日語） 肝付町 - 宇宙兄弟都市